# Saison 2007 de l'équipe cycliste Caisse d'Épargne
En 2007, l'équipe cycliste Caisse d'Épargne participe pour la troisième saison consécutive au ProTour, qu'elle avait terminé à la deuxième place l'année précédente.

## Effectifs
Comme chaque année, l'équipe a un taux de renouvellement assez faible : cinq départs pour cinq arrivées. Le seul départ notable est celui du grimpeur Antonio Colom pour Astana, départ compensé par l'arrivée de José Joaquín Rojas, sprinteur et du puncheur Luis León Sánchez. Afin de satisfaire le Groupe Caisse d'épargne, devenu sponsor unique, le frère de Nicolas Portal, Sébastien, a été engagé.
| Cycliste                   | Date de naissance | Nationalité | Équipe 2006       |
| -------------------------- | ----------------- | ----------- | ----------------- |
| David Arroyo               | 07.01.1980        | Espagne     |                   |
| Éric Berthou               | 23.01.1980        | France      |                   |
| Florent Brard              | 07.02.1976        | France      |                   |
| Vladimir Efimkin           | 02.12.1981        | Russie      |                   |
| Imanol Erviti              | 15.11.1983        | Espagne     |                   |
| Marco Fertonani            | 08.07.1976        | Italie      |                   |
| José Vicente García Acosta | 04.08.1972        | Espagne     |                   |
| José Iván Gutiérrez        | 27.11.1978        | Espagne     |                   |
| Joan Horrach               | 27.03.1974        | Espagne     |                   |
| Vladimir Karpets           | 20.09.1980        | Russie      |                   |
| Pablo Lastras              | 20.01.1976        | Espagne     |                   |
| David López García         | 13.05.1981        | Espagne     | Euskaltel-Euskadi |
| Alberto Losada             | 28.02.1982        | Espagne     | Kaiku             |
| Alexei Markov              | 26.05.1979        | Russie      |                   |
| Óscar Pereiro              | 03.08.1977        | Espagne     |                   |
| Aitor Pérez Arrieta        | 24.07.1977        | Espagne     |                   |
| Francisco Pérez Sánchez    | 22.07.1978        | Espagne     |                   |
| Mathieu Perget             | 19.09.1984        | France      |                   |
| Nicolas Portal             | 23.04.1979        | France      |                   |
| Sébastien Portal           | 04.06.1982        | France      | Crédit agricole   |
| Vicente Reynés             | 30.07.1981        | Espagne     |                   |
| Joaquim Rodríguez          | 12.03.1979        | Espagne     |                   |
| José Joaquín Rojas         | 08.06.1985        | Espagne     | Astana-Würth      |
| Luis León Sánchez          | 24.11.1983        | Espagne     | Astana-Würth      |
| Alejandro Valverde         | 25.04.1980        | Espagne     |                   |
| Constantino Zaballa        | 15.05.1978        | Espagne     |                   |
| Xabier Zandio              | 17.03.1977        | Espagne     |                   |

## Déroulement de la saison
Comme chaque année, l'équipe commence sa saison au Challenge de Majorque (du 11 au 15 février). Les résultats y sont très satisfaisants : José Joaquín Rojas termine deuxième des deux premiers trophées, Vicente Reynés remporte le deuxième, tandis que Luis León Sánchez, second du quatrième remporte le classement final. Parallèlement, l'équipe brille sur le Tour méditerranéen (du 14 au 18 février), où sa victoire dans le contre-la-montre par équipes initial lui permet de placer trois coureurs dans les quatre premiers au classement final : Marco Fertonani est quatrième, Vladimir Efimkin troisième, tandis qu'Ivan Gutierrez, leader de bout en bout, remporte la course. Le 27 février, le sponsor Illes Balears, qui n'était plus présent sur les maillots depuis le début de la saison, annonce son retrait du cyclisme, tout en se déclarant très satisfait de ses trois années de parrainage.
Lors du Tour de la Communauté valencienne (du 27 février au 3 mars), Vicente Reynés tente d'arbitrer le entre Alessandro Petacchi et Daniele Bennati, sans parvenir à faire mieux que deuxième de la première étape et troisième de la première. Alejandro Valverde, deuxième de l'étape de montagne, remporte le classement général final et montre sa grande forme dès le début de saison. Au Tour de Murcie (du 7 au 11 mars), Rojas remporte le premier sprint, dans un peloton sans grands sprinteurs.
Début septembre, l'UCI refuse d'engager Alejandro Valverde au Championnat du Monde au motif qu'il serait impliqué dans la célèbre affaire Puerto. Le coureur ibérique fit appel au Tribunal d'Arbitrage du Sport (TAS) et remporta son procès.
Mais la bataille contre l'UCI avait duré presque un mois, et Valverde manqua de forces lors du Mondial.

## Victoires
Victoires sur le ProTour
| Date       | Course                                                        | Pays               | Classe | Vainqueur           |
| ---------- | ------------------------------------------------------------- | ------------------ | ------ | ------------------- |
| 17/03/2007 | 6e étape de Paris-Nice                                        | France             | PT     | Luis León Sánchez   |
| 21/05/2007 | 1re étape du Tour de Catalogne (contre-la-montre par équipes) | Espagne            | PT     | Caisse d'Épargne    |
| 27/05/2007 | Classement général du Tour de Catalogne                       | Espagne            | PT     | Vladimir Karpets    |
| 24/06/2007 | Classement général du Tour de Suisse                          | Suisse             | PT     | Vladimir Karpets    |
| 14/08/2007 | 5e étape du Tour d'Allemagne                                  | Allemagne          | PT     | David López García  |
| 28/08/2007 | 6e étape de l'Eneco Tour                                      | Belgique/ Pays-Bas | PT     | Pablo Lastras       |
| 29/08/2007 | Classement général de l'Eneco Tour                            | Belgique/ Pays-Bas | PT     | José Iván Gutiérrez |
| 04/09/2007 | 4e étape du Tour d'Espagne                                    | Espagne            | PT     | Vladimir Efimkin    |

Victoires sur les Circuits Continentaux
| Date       | Course                                                              | Pays    | Classe | Vainqueur           |
| ---------- | ------------------------------------------------------------------- | ------- | ------ | ------------------- |
| 12/02/2007 | Trophée Cala Millor-Cala Bona                                       | Espagne |        | Vicente Reynés      |
| 14/02/2007 | 1re étape du Tour méditerranéen 2007 (contre-la-montre par équipes) | France  |        | Caisse d'Épargne    |
| 18/02/2007 | Classement général du Tour méditerranéen                            | France  |        | José Iván Gutiérrez |
| 03/03/2007 | Classement général du Tour de la Communauté valencienne             | Espagne |        | Alejandro Valverde  |
| 07/03/2007 | 1re étape du Tour de Murcie                                         | Espagne |        | José Joaquín Rojas  |
| 10/03/2007 | 4e étape du Tour de Murcie                                          | Espagne |        | Alejandro Valverde  |
| 11/03/2007 | Classement général du Tour de Murcie                                | Espagne |        | Alejandro Valverde  |
| 26/03/2007 | 1re étape du Tour de Castille-et-León                               | Espagne |        | Vladimir Karpets    |
| 13/04/2007 | 3e étape B du Tour de l'Alentejo                                    | Espagne |        | Vladimir Karpets    |
| 15/04/2007 | Klasika Primavera                                                   | Espagne |        | Joaquim Rodríguez   |
| 28/04/2007 | 2e étape du Tour de La Rioja                                        | Espagne |        | Vladimir Karpets    |
| 29/04/2007 | Classement général du Tour de La Rioja                              | Espagne |        | Rubén Plaza         |
| 13/05/2007 | 3e étape de la Clásica de Alcobendas                                | Espagne |        | Alejandro Valverde  |
| 10/06/2007 | 2e étape de la Bicyclette basque                                    | Espagne |        | Vladimir Efimkin    |
| 10/06/2007 | 3e étape de la Bicyclette basque                                    | Espagne |        | Constantino Zaballa |
| 10/06/2007 | Classement général de la Bicyclette basque                          | Espagne |        | Constantino Zaballa |
| 25/07/2007 | Prueba Villafranca de Ordizia                                       | Espagne |        | Joaquim Rodríguez   |
| 31/07/2007 | Circuit de Getxo                                                    | Espagne |        | Vicente Reynés      |
| 17/08/2007 | 4e étape du Tour de Burgos                                          | Espagne |        | Alejandro Valverde  |

Championnats nationaux
| Date       | Course                                    | Pays    | Classe | Vainqueur           |
| ---------- | ----------------------------------------- | ------- | ------ | ------------------- |
| 29/06/2007 | Championnat d'Espagne du contre-la-montre | Espagne | CN     | José Iván Gutiérrez |
| 01/07/2007 | Championnat d'Espagne sur route           | Espagne | CN     | Joaquim Rodríguez   |